# Ioan Turlacu
Ioan Turlacu (n. 23 martie 1943) este un fost deputat român în legislatura 1990-1992 și senator în legislatura 1992-1996, după ce l-a înlocuit pe senatorul Eugen Dijmărescu pe data de 28 decembrie 1994. În legislatura 1990-1992, Ioan Turlacu a fost ales deputat pe listele FSN. În cadrul activității sale parlamentare în legislatura 1990-1992, Ioan Turlacu a fost președintele grupului parlamentar de prietenie cu Republica Polonă și membru în grupurile parlamentare de prietenie cu URSS, Republica Populară Chineză, Canada, Republica Italiană și Mongolia. În legislatura 1990-1992, Ioan Turlacu a fost membru în comisia pentru drepturile omului, culte și minorități.